# The Seer
The Seer – minialbum fińskiej wokalistki Tarji Turunen. Zawiera tytułowy utwór w duecie z Doro Pesch, remiksy utworów z albumu My Winter Storm i nagrania live. EP zostało wydane przez Spinefarm dnia 1 grudnia 2008  i jest dostępne tylko w Wielkiej Brytanii.

## Lista utworów
1. The Seer (duet z Doro Pesch) - 4:22
2. Lost Northern Star (Tägtgren Remix) - 4:35
3. The Reign (Score Mix) - 4:47
4. Die Alive (Alternative Version) - 4:08
5. Boy and the Ghost (Izumix) - 4:14
6. Calling Grace (Full Version) - 3:18
7. Lost Northern Star (Ambience Sublow Mix) - 4:56
8. Damned and Divine (na żywo w Kuusankoski) - 5:44
9. You Would Have Loved This (na żywo w Kuusankoski) - 4:04
10. Our Great Divide (na żywo w Kuusankoski) - 5:16
11. Ciarán's Well (na żywo w Kuusankoski) - 3:48